# Бурты (Чечня)
Бурты (чечен. Боьрта) — покинутый аул в Галанчожском районе Чеченской Республики.

## География
Расположен на правом берегу реки Гешихи, к юго-востоку от районного центра Галанчож.
Ближайшие развалины бывших аулов: на востоке — аул Бушни, на юго-востоке — аулы Моцкарой и Ошни, на юго-западе — аулы Гимрой и Мештерой.

## История
Аул Бурты ликвидирован в 1944 году после выселения чеченцев. После восстановления Чечено-Ингушской АССР в 1956 году чеченцам было запрещено селиться в данном районе.